# Top Hooker - I re della pesca
Top Hooker - I re della pesca è un reality show basato sul mondo della pesca trasmesso, negli Stati Uniti d'America, a partire dal 2 giugno 2013, su Animal Planet.

In Italia, il programma è stato trasmesso da DMAX.

## Cast

### Stagione 1
- Larysa Switlyk[2]
- Dzifa Glymin[2]
- Greg Mcnamara[2]
- Kevin Vendituoli[2]
- Patrick Crawford[2] – vincitore
- Danny De Vries[2]
- Chris Wright[2]
- Ian Esterhuizen[2]
- Melanie Housh[2]
- Attila Agh[2]

## Episodi
| Stagione | Episodi | Prima TV USA  | Prima TV USA   |
| Stagione | Episodi | Inizio        | Fine           |
| -------- | ------- | ------------- | -------------- |
| 1        | 8       | 2 giugno 2013 | 21 luglio 2013 |

### Stagione 1 (2013)
| N. nella serie | N. nella stagione | Titolo originale          | Prima TV USA   | Prima TV Italia | Telespettatori USA (milioni) |
| -------------- | ----------------- | ------------------------- | -------------- | --------------- | ---------------------------- |
| 1              | 1                 | "The Oldest Profession"   | 2 giugno 2013  | 7 giugno 2014   | 1.18                         |
| 2              | 2                 | "Wave Riders"             | 9 giugno 2013  | 14 giugno 2014  | 0.78                         |
| 3              | 3                 | "River Rumble"            | 16 giugno 2013 | 21 giugno 2014  | 0.47                         |
| 4              | 4                 | "Who's Got the Smallest?" | 23 giugno 2013 | 28 giugno 2014  | 0.86                         |
| 5              | 5                 | "Squaring Off"            | 30 giugno 2013 | 5 luglio 2014   | 0.89                         |
| 6              | 6                 | "Walking on Water"        | 7 luglio 2013  | 12 luglio 2014  | 1.09                         |
| 7              | 7                 | "The Final Four"          | 14 luglio 2013 | 19 luglio 2014  | 0.99                         |
| 8              | 8                 | "High-Seas Showdown"      | 21 luglio 2013 | 26 luglio 2014  | 1.00                         |

## Critica
Melissa Camacho, della Common Sense Media, diede al programma 3 stelle su 5.